# ويلفريد وايت
ويلفريد وايت هو لاعب هوكي الجليد كندي، ولد في 26 يونيو 1900 في ايرين في كندا، وتوفي في 2 ديسمبر 1948 في بورت كولبورن في كندا.

## وصلات خارجية
- ويلفريد وايت على موقع دوري الهوكي الوطني (الإنجليزية)
- ويلفريد وايت على موقع قاعة مشاهير الهوكي (لاعب أن.إتش.أل) (الإنجليزية)
- ويلفريد وايت على موقع EliteProspects.com (الإنجليزية)
- ويلفريد وايت على موقع HockeyDB.com (الإنجليزية)
- ويلفريد وايت على موقع Hockey-Reference.com (الإنجليزية)